# Tripedaliidae
Tripedaliidae is een familie van neteldieren uit de klasse van de Cubozoa (kubuskwallen).

## Geslacht
- Copula Bentlage, Cartwright, Yanagihara, Lewis, Richards & Collins, 2010
- Tripedalia Conant, 1897